# Flatulència
Una flatulència o ventositat, vulgarment denominada pet, és el residu gasós de la digestió que surt per l'anus. Durant la digestió, els enzims segregats pel pàncrees i l'estómac s'encarreguen de trencar molècules grans, a fi que puguin ser absorbides a l'intestí prim. Això crea sempre residus que el cos ha d'eliminar en forma sòlida i líquida (que podem relacionar amb els excrements) i en forma gasosa (pets o ventositats).
La procedència del pet li dona una olor característica, considerada pudor, que, juntament amb els sons que produeix quan és expulsat, l'han proveït d'una història sempre relacionada amb l'humor escatològic.

## Cultura popular
La flatulència ha inspirat diversos noms a la cultura popular: 
- Els pets de monja, uns dolços petits.
- El pet de llop, un fong.
- Alguns noms vulgars dels colitxos, com "herba dels pets", "esclafidors", "escruixidors", "herba petosa", "espetegueres", "patacs", "pets", "petadors", "petapetons", "petets", "pets de llop", "trons", "tro", "xiulets", "xiulets de lladre", "cruixideres" i "conillets dels petets".[1]
- Un grup de música de pop rock català, Els Pets.
- Definició popular: Un pet és un vent corromput que quan surt del cul fa "tut".
- Endevinalla:

Surt cantant, fa "tururut"! 
... i de tots és mal rebut.